# 彭昌凤
彭昌凤（？—1764年），字碧梧，号丹峰，湖南平江人。
乾隆九年（1744）举人，岳阳书院山长。性孝友，父亲疾病在床，侍奉数月衣不解带。父亡，庐墓守孝三年。中年丧妻，未再娶，抚养孤侄，如己所生。族人某某，父母包办新娶一妻，恨妻貌丑，欲休之，诉至郡县多年。昌凤晓以情理从中说合，使夫妇和好。张、陈两家比屋相邻，因小事常年不睦，相互挑衅，告状不止。昌凤利用春社宴会之机真诚劝解，分析利害，两家遂修好罢讼。昌凤卒后，知县宋兆元(宋宗元弟）请附祀九君子祠，得到批准。著作有《未信集》、《丹峰文集》、《诗集》。